# Pirrolina
Las pirrolinas, también conocidas como dihidropirroles, son tres compuestos heterocíclicos distintos que difieren en la posición del doble enlace. Las pirrolinas se derivan formalmente del pirrol por hidrogenación. 1-pirrolina es una imina cíclica, mientras que 2-pirrolina y 3-pirrolina son aminas cíclicas.
|             |             |             |
| 1-Pirrolina | 2-Pirrolina | 3-Pirrolina |

Las pirrolinas representan un elemento estructural de los complejos porfirínicos. Estos consisten en dos pares de pirrol y pirrolina dispuestos alternativamente, que se puentean por medio de grupos metino.